# Lophoteles latipennis
Lophoteles latipennis är en tvåvingeart som beskrevs av James 1977. Lophoteles latipennis ingår i släktet Lophoteles och familjen vapenflugor. Inga underarter finns listade i Catalogue of Life.